# Retaule dels Goigs de la Verge
El Retaule dels Goigs de la Verge o Retaule del Roser és un retaule gòtic de Pere Serra creat cap a l'any 1375 procedent de l'església de Sant Esteve d'Abella de la Conca. Fou robat el 1972 i recuperat a Nova York el 1978 gràcies a l'actuació conjunta de l'FBI, la policia espanyola i el bisbat d'Urgell. Actualment es conserva al Museu Diocesà d'Urgell.
A la taula central del retaule s'hi troba representada la Verge amb el nen envoltada d'àngels músics, així com la figura del donant Berenguer d'Abella (senyor d'Abella de la Conca). Als carrers laterals s'hi representen els goigs de la Verge.
El retaule va ser mostrat a l'Exposició Internacional de 1929 de Barcelona. Durant la guerra civil es va haver d'amagar a l'hospital de Santa Maria de Lleida per evitar que fos destruït.